# Gösta Dunker
Gösta Dunker (Sandviken, 16 settembre 1905 – 5 giugno 1973) è stato un allenatore di calcio e calciatore svedese, di ruolo attaccante.